# 林八郎
林 八郎（はやし はちろう、1914年（大正3年）9月5日 - 1936年（昭和11年）7月12日）は、日本の陸軍軍人、皇道派。最終階級は歩兵少尉。二・二六事件で首相官邸を襲撃。

## 経歴
1914年（大正3年）9月、参謀本部附歩兵大尉林大八（陸士16期、のち少将）の次男として東京市に生まれる。本籍地は山形県鶴岡市。
1928年（昭和3年）4月、東京府立第四中学校から難関の東京陸軍幼年学校（定員50名）を受験し、見事合格する。地方幼年学校は当初、東京、仙台、名古屋、大阪、広島、熊本の6校（各50名）が存在したが、大正末の宇垣軍縮により、林が受験した頃には東京1校のみとなっていた。教育総監部編集の手引きによると、応募者は2,437名に及んだという。
このとき、東京府立第六中学校から合格した小林友一（終戦時は少佐、47期首席）と親友となっている。戦後に小林は、林との思い出をその著書『同期の雪』に記している。1931年（昭和6年）4月には陸軍士官学校予科へ進み、幼年学校から46名、中学校等から予科に合格した301名、計347名が入校している。この年秋には満洲事変が勃発し、三月事件、十月事件、血盟団事件が起き、1932年（昭和7年）3月、金沢に衛戍する歩兵第7聯隊長（歩兵大佐）だった父・大八が上海攻略の鉤を握る江湾鎮西にて戦死した（第一次上海事変）。同年9月に兵科が発表され歩兵科に、1933年（昭和8年）3月に任地が発表され、同期の伊藤常男、池田俊彦とともに歩兵第1聯隊となっている。同年4月、林たちは陸軍士官学校本科へ進んでいる。この間にも総理大臣犬養毅が暗殺された五・一五事件、陸軍士官学校事件がおきている。
『同期の雪』の中で同期生山口立（終戦時は第28軍参謀、少佐）の次のような回想がある。「林の思想動向について顕著な変化を感じたのは、陸士の本科に入ってからである。彼が二・二六事件に参加する芽があったと感ずるのであるが、私（山口）は当時とてもそこまで彼が考え詰めているとは思わなかったのである。」
1935年（昭和10年）6月に士官学校本科を卒業、成績は91番/330名と上位クラスだった。8月には陸軍省軍務局長永田鉄山少将（16期首席）が執務中に相沢三郎歩兵中佐（22期）に斬殺された相沢事件がおきている。9月、歩兵少尉に任官し歩兵第1聯隊第1中隊に配属。12月には栗原安秀歩兵中尉（41期）のいる機関銃隊附に異動している。

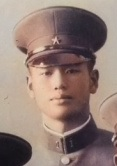
林八郎

1933年（昭和8年）の救国埼玉青年挺身隊事件に関与した戦車第2聯隊附の栗原が、1935年（昭和10年）3月に歩兵第1聯隊に戻ってくることになった経緯については、二・二六事件で、栗原とともに首相官邸を襲撃した池田俊彦歩兵少尉（47期）の証言がある。「小藤（恵）聯隊長がかつて私（池田）に、栗原中尉を歩一に帰したいきさつに話してくれたことがある。小藤聯隊長は、歩一に来る前は陸軍省の補任課長をしていた。その時、札つきの栗原中尉を受け入れてくれる聯隊がどこにもないことを知った。自分がその出身の歩一の聯隊長でゆくことが内定していたので、それでは栗原中尉は自分が引き受けようと、同じ出身の歩一に帰したのである。小藤聯隊長は、おそらく栗原さんの『抑え役』として、林を機関銃隊へもっていったのだと思う。その林が栗原さんに共鳴してしまったのだ。」。
松本清張著『昭和史発掘7』によれば、栗原中尉が兵約300名に非常呼集を行なったのは1936年（昭和11年）2月26日午前3：30頃。午前4：30頃に兵営を出発、襲撃目標の首相官邸に向かった。栗原部隊の編制は、小銃第1小隊（栗原中尉兼任）、小銃第2小隊（池田少尉）、小銃第3小隊（林少尉）、機関銃小隊（尾島健次郎歩兵曹長）。首相官邸への到着は、午前5：00少し前であった。栗原の調書によると、襲撃状況は「先ヅ私ガ命ジテ首相官邸ノ通用門ヨリハ銃隊ノ粟田伍長ノ率ユル約二十名、裏門ヨリハ林少尉ノ率ユル一小隊約六十名、部隊ノ主力ハ私ガ指揮シ表門ヨリ這入リマシタガ、表玄関ハ戸締厳重ナ為這入レナイノデ、林少尉ノ這入ツタ裏門ノ方ニ廻ツテ裏玄関日本間ノ窓ヲ破壊シテ這入リマシタ」というものだった。その後、林の調書によると「林ハ首相官邸西方入口附近ニアル交番所ノ巡査ヲ逮捕セシムベク兵五名ヲ上等兵ニ附シヤリマシタ。処ガ正門ノ処ニ居タ巡査ガ邸内ニ逃ゲ込ミマシタノデ、私ノ部隊ハ其ノ後ヲ追ツテ正門入口ヨリ邸内ニ侵入シテ了ヒマシタ。ソコデ池田小隊ノ一部ヲ引率シテ西方入口ヨリ邸内ニ突入致シマシタ。其ノ時交番所ニ向ヒマシタ上等兵ノ一隊ハ、激シク抵抗シ乍ラ西方入口ノ傍マデ逃レタ巡査ヲ射殺シマシタ」と供述している。
その後、（官邸警備の土井清松巡査が）「玄関から脱れてきた村上（嘉茂左衛門巡査）と出会ったので、いっしょに洗面所入口に行った。松尾（伝蔵）は日本間に引き返し、村上部長が入口を死守する間に首相（岡田啓介）を日本間の奥深く避難させておき、自分はすでに村上部長に迫ってきた一将校（林八郎少尉）に対し素手で後ろから組みついたところ、背後から鉞のような鈍器で一撃を受けた。それでも屈せずに立向かうところ、軍刀で左肩を斬りつけられ、長さ三十二センチ余、深さ二十センチに達する切創その他数カ所に傷をうけて仆れた。」…（省略）…「かなり時間が経ってのことだが、麹町憲兵分隊の青柳利之軍曹が首相官邸に入ることができて林少尉に会った。林と青柳は顔見知りである。林は自分の軍刀を青柳に見せて、この刀は斬れたぞ、と自慢した。青柳も如才なく刀を受取ってふところ紙をとり出してふき「刃こぼれもありません。どんなふうに斬ったかひとつ見せていただきもんですね」というと、「見せてやろう」と林は青柳をつれて日本間の方に歩きながらその朝の討入りの模様を話した。
2月29日には免官処分を受け、午前5：10に叛乱部隊の討伐命令が発せられ投降する。また、同日付で正八位返上を命じられる。7月12日、東京陸軍軍法会議において叛乱罪で死刑判決を受けて、代々木練兵場にて処刑。21歳。蹶起した47期の新品少尉（任官から半年程度）は、林を除いていずれも死一等を免じられている中、ただ一人死刑だった。林は死の間際まで、失敗の原因は同期生の近衛歩兵第3聯隊附の大高政楽歩兵少尉（終戦時、少佐）が、蹶起将校のひとりである同聯隊中橋基明歩兵中尉（41期）による宮城占拠計画を頓挫させたためと思い込んでいたという。

## 家族親族
- 曾祖父 ： 林源太兵衛秀雅 - 庄内藩砲術師範役、のち新徴組
- 祖　父 ： 林　秀芳（旧3期） - 陸軍工兵少佐、東京陸軍幼年学校生徒監（中尉）
- 父 ： 林　大八（16期）  - 陸軍少将、歩兵第7連隊長（第一次上海事変にて戦死）